# Abrakadabra
Abrakadabra är ett ord som en magiker använder när denne trollar (utför magi) för att få saker att till synes hända. Denna trollformel är känd sedan senantiken. Det är ett sätt att kalla uppmärksamheten till det magikern vill att man tittar på medan denne i själva verket undanhåller vissa handlingar för åskådaren. Långt tillbaks trodde man att ordet hade magiska krafter.

## Ordets ursprung och historia
Ursprunget är intressant eftersom "abrakadabra" inte behöver vara något påhittat ord. En teori är att det kommer av det hebreiska "bracha" vilket betyder "välsignelsen", medan andra menar att det kommer från arameiska avra kehdabra (אברא כדברא) från de talmudiska skrifterna vilket betyder ungefär "jag kommer att skapa som mina ord". Det kan också vara en simpel ordlek med bokstäverna A, B, C, D och R.
Uttrycket kan eventuellt också härledas från gnostikernas gudom Abraxas, vars namn på grekiska hade det numerologiska värdet 365 och därmed symboliserade året.
Orden förekommer i Jesaja kapitel 28 i Bibeln, med innebörden "obegripligt språk":
| ”                 | "Det är ju gnat på gnat, gnat på gnat, prat på prat, prat på prat, litet här, litet där!" Ja, på obegripligt språk och främmande tungomål skall Herren tala till detta folk, han som sade till dem: "Här är viloplatsen, låt den trötte vila! Här är vederkvickelse." Men de ville inte lyssna. För dem blir Herrens ord abrakadabra, abrakadabra, lite här, lite där. Då skall de snava och falla omkull, de skall krossas, snärjas och fångas. | „ |
| – Jesaja 28:10-13 | |   |

Längre tillbaka i tiden fanns amuletter med detta ord inskrivet i triangelform (se bild), dessa bars som skydd mot feber enligt den romerske författaren Quintus Serenus från 200-talet f.Kr. Det gradvis försvinnande ordet, läst uppifrån och ned, ska symbolisera sjukdomens gradvisa försvinnande. Man kunde även skriva ordet i denna triangelform på en lapp den sjuke skulle äta en rad av diagrammet i taget, en per dag, alternativt skulle man bära lappen under en viss tid och sedan bränna eller slänga lappen.
Så sent som på 1800-talet användes trollformeln i nordisk folklore mot sjukdomar.